# Rat der Belarussischen Volksrepublik

Staatsfahne der Weißrussischen Volksrepublik und der Republik Belarus von 1991 bis 1995

Der Rat der Belarussischen Volksrepublik (belarussisch Рада Беларускай Народнай Рэспублікі Rada Belaruskaj Narodnaj Respubliki, kurz Рада БНР Rada BNR) ist das oberste Leitungsorgan der ehemaligen Belarussischen oder Weißrussischen Volksrepublik, das seit 1919 im Exil tätig ist und eine der einflussreichsten politischen Organisationen der belarussischen Diaspora im Ausland bildet. Sie ist damit die älteste bestehende Exilregierung der Welt.

## Bildung

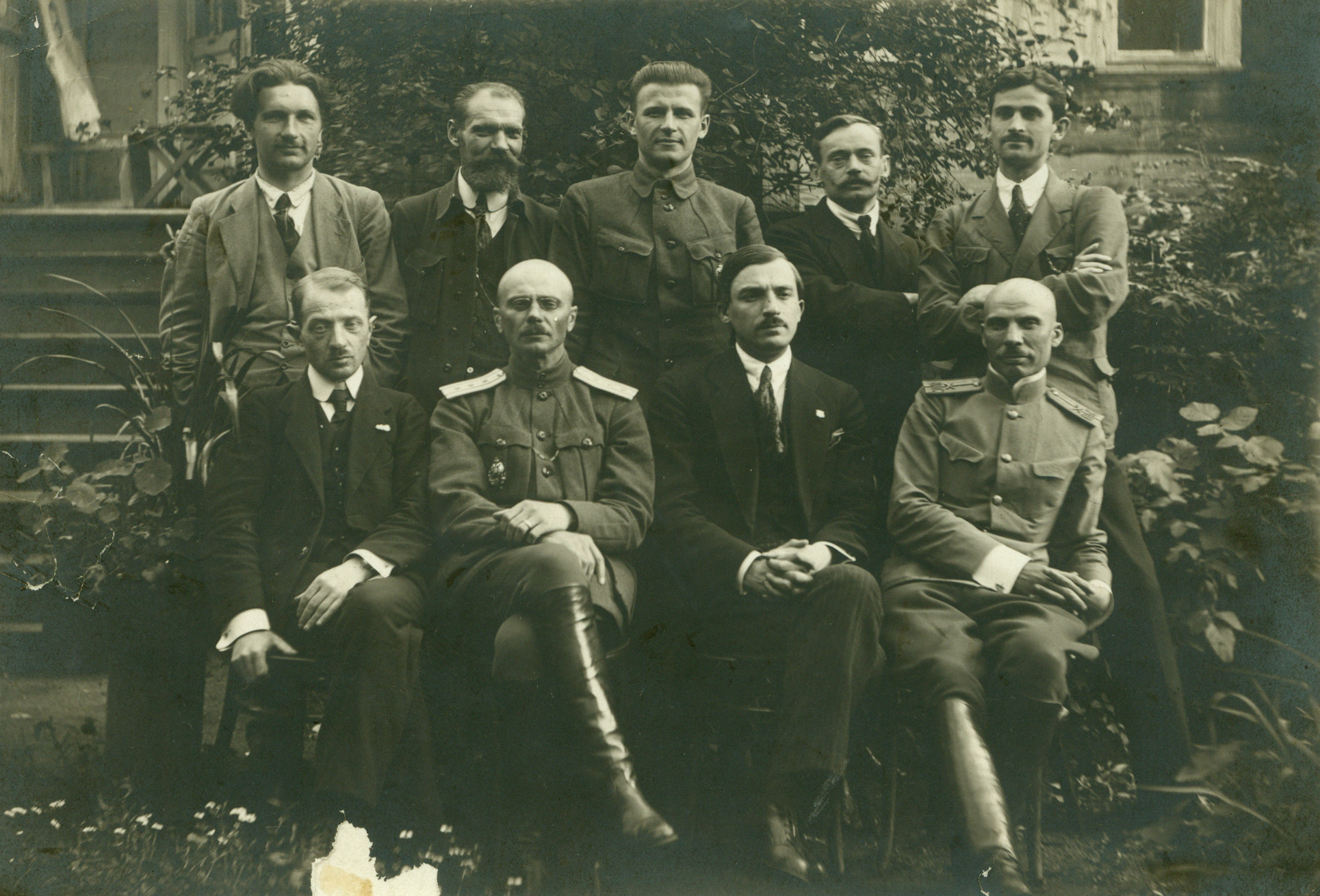
Die erste Regierung der Belarussischen Volksrepublik

Die Rada BNR entstand ursprünglich als zentrales Exekutivorgan (Rada) des Allgemeinen Belarussischen Kongresses, der im Dezember 1917 in Minsk mit mehr als 1800 Teilnehmern aus verschiedenen Teilen von Belarus, darunter Vertreter von belarussischen nationalen Organisationen, von regionalen Semstwa, jüdischen politischen Organisationen, Kirchen und anderen, stattgefunden hat. Die Arbeit des Kongresses wurde von prosowjetischen Kräften gewalttätig unterbrochen.
Nach Abzug der pro-bolschewistischen Einheiten aus Minsk erklärte sich die Kongressrada zur obersten Macht in Belarus. Nach dem Abschluss des deutsch-sowjetischen Friedensvertrag von Brest-Litowsk, wonach das Territorium von Belarus in den deutschen Einflussbereich kam und bereits vorher von diesen besetzt war, erklärte die Rada die Unabhängigkeit von Belarus als der Belarussischen Volksrepublik und nannte sich in die Rada der Belarussischen Volksrepublik. Die in Minsk angekommene deutsche Armee erkannte die Rada offiziell nicht an. Dennoch konnte die Rada beginnen, ihre Institutionen in verschiedenen Teilen des Landes zu organisieren sowie ein nationales Bildungssystem und eine Armee zu organisieren. Die Rada hat aber offizielle diplomatische Kontakte mit den Regierungen mehrerer Staaten aufgenommen, darunter Finnland, die Ukrainische Volksrepublik, Tschechoslowakei, Baltische Staaten, Türkei und andere.
Am 1. Januar 1919 wurde in Smolensk eine konkurrierende „Sozialistische Sowjetrepublik Weißrussland“ ausgerufen. Mit dem Vordringen der Roten Armee nach Westen zog die Rada BNR aus Minsk nach Vilnius, dann nach Hrodna und letztendlich, auf Vereinbarung mit der Regierung der Litauischen Republik, nach Kaunas.

## Im Exil

### 1919 bis 1947
In den 1920er Jahren führte die Rada aktive, jedoch erfolglose Verhandlungen mit den Regierungen der Westlichen Mächte, Polen, Sowjetrussland und mit dem Völkerbund über die Anerkennung von Belarus.
Wegen der Widersprüche mit Polen und der Litauischen Republik wurde der Sitz der Rada letztendlich nach Prag verlegt.
Die Gründung und Entwicklung der Belarussischen Sowjetrepublik als Teil der UdSSR führte einige Mitglieder der Rada dazu, ihre Mandate abzugeben und in die Sowjetrepublik umzuziehen. Offiziell erkannte die Rada jedoch die Belarussische Sowjetrepublik nicht an. Die meisten der in die BSSR ausgewanderten Mitglieder der Exilregierung, wie der ehemalige Ministerpräsident Wazlau Justynawitsch Lastouski, wurden in den 30er Jahren Opfer des kommunistischen Terrors.
Im Jahr 1939 legte der Präsident der Rada offiziellen Protest gegen die von Stalin initiierte Übergabe von Wilno, davor als Teil von Westbelarus von der Roten Armee im Zuge der sowjetischen Eroberung Ostpolens besetzt, an die Litauische Republik ein.
In der Zeit des Zweiten Weltkrieges weigerte sich die Rada, den unter deutscher Okkupation gegründeten Weißruthenischen Zentralrat anzuerkennen, worauf es zu einem Konkurrenzkampf zwischen den beiden Exilregierungen kam.

### 1947 bis 1991
Nach Ende des Zweiten Weltkrieges setzte sich die Rada, gestärkt durch Zufluss von mehreren Flüchtlingen aus dem durch die Sowjetunion zurückergriffenen Belarus, aktiv als belarussische Lobbyorganisation im Westen durch. Es wurden aktive Kontakte mit Regierungen der Westlichen Mächte aufgenommen sowie mehrere Aktivitäten in Zusammenarbeit mit Exilregierungen der Baltischen Staaten, der Ukrainischen Volksrepublik und mit anderen antisowjetischen Organisationen politischer Flüchtlinge durchgeführt. In den 1950er-Jahren führte die CIA die Operation Aequor durch, die unter anderem die Finanzierung der Rada, aufgeführt als “Aecambista – 1” oder “Cambista – 1”, umfasste.
Die Rada wurde aus Vertretern der belarussischen Organisationen in verschiedenen Ländern des Westens gebildet. Der formelle Sitz der Rada wurde in die USA und Kanada gebracht.
Unter anderem wurde als Erfolg der Aktivität der Rada im Jahr 1953 die belarussischsprachige Redaktion von Radio Free Europe gegründet.
Nach der Tschernobyl-Katastrophe von 1986 organisierte die Rada aktiv humanitäre Hilfe für die durch die Katastrophe betroffenen Gebiete von Belarus.

### Nach dem Zusammenbruch der Sowjetunion
Nach Wiederherstellung der Unabhängigkeit von Belarus 1991 nahm die Regierung der Republik Belarus Kontakt mit der Rada auf. Es begannen Vorbereitungen zur Übergabe des Mandates der Rada an das Parlament von Belarus, jedoch wurden sie nach Machtergreifung durch Präsident Aljaksandr Lukaschenka und Verstöße gegen demokratische Standards und gegen Menschenrechte sowie nach Rückkehr zu sowjetischen Staatssymbolen und zur russischen Sprache als Staatssprache in Belarus abgebrochen.

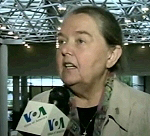
Ivonka Survilla, aktuelle Präsidentin der Rada

Die Rada nahm einige prominente politische Flüchtlinge und Gegner des Lukaschenko-Regimes in ihre Reihen auf und veröffentlicht regelmäßige offizielle Stellungnahmen mit Kritik der Situation bezüglich der Menschenrechte, Demokratie und Russifizierung in Belarus. Vertreter der Rada treffen sich regelmäßig mit Vertretern der Regierungen und Außenministerien verschiedener Länder der EU und Nordamerikas.
Der 25. März, der Jahrestag der Unabhängigkeitserklärung der Belarussischen Volksrepublik, wird in belarussischen oppositionellen Kreisen aktiv als Tag der Freiheit (Дзень Волі) gefeiert. Bis 1995 war der 25. März auch Staatsfeiertag in der Republik Belarus.
Während der Proteste in Belarus ab 2020 sprach die Rada ihre Unterstützung für Swjatlana Zichanouskaja aus und bezeichnete diese als eindeutige Gewinnerin der Präsidentschaftswahl 2020.
Im Juni 2023 wurde bekannt, dass der KGB von Belarus die Rada zu einer extremistischen Formation erklärte.

## Struktur und Funktionen
Ursprünglich galt die Rada als ein provisorisches Parlament, das seine Funktionen bis zur Einberufung eines nationalen verfassungsgebenden Kongresses erfüllen sollte. Aus ihren Reihen formte die Rada ein provisorisches Ministerkabinett.
Heutzutage sieht sich die Rada BNR als Träger des symbolischen Mandates von 1918 und als Gewährleister der Unabhängigkeit von Belarus. Das Ziel der Rada ist die Übergabe des Mandates an ein demokratisch gewähltes Parlament von Belarus unter den Bedingungen, dass die Unabhängigkeit von Belarus gewährleistet ist.
Die Rada wird vom Präsidenten (Старшыня Рады БНР) geleitet. Ihr oberstes Organ ist das Präsidium aus 14 Mitgliedern.
Als Teile der Rada funktionieren etliche Sekretariate:
- Sekretariat für auswärtige Angelegenheiten
- Sekretariat für interne Angelegenheiten
- Sekretariat für Information
- Sekretariat für Bildung

und andere
Das Funktionieren der Rada wird von der Provisorischen Verfassung der Belarussischen Volksrepublik und von dem Statut der Rada BNR geregelt.

## Präsidenten der Rada BNR
- Jan Sierada (9. März bis 14. Mai 1918)
- Jasep Ljosik (14. Mai 1918 bis 13. Dezember 1919)
- Pjotra Kratscheuski (13. Dezember 1919 bis 1928)
- Wassil Sacharka (1928 bis 1943)
- Mikola Abramtschyk (1944 bis 1970)
- Winzent Schuk-Hryschkewitsch (1970 bis 1982)
- Jasep Saschytsch (1982 bis 1997)
- Ivonka Survilla (seit 1997)

## Bekannte Mitglieder der Rada BNR
- Branislau Taraschkewitsch
- Laryssa Henijusch
- Winzent Hadleuski
- Kastus Jesawitau
- Szjapan Nekraschewitsch